# Provincijal
Provincijal (latinsko provinciális – pokrajinski; italijansko padre provinciale – oče pokrajinski /predstojnik/); pri frančiškanih  se imenuje minister provincialis - je katoliški cerkveni meniški ali redovni predstojnik, voditelj večjega pokrajinskega območja, imenovanega latinsko provincia – pokrajina ali provinca;  pri salezijancih se imenuje tak predstojnik inšpektor, redovna pokrajina pa inšpektorija. 

## Razlaga

### Pokrajinski predstojniki
Provincijal je pravzaprav okrajšana oblika za naziv provincijalni predstojnik ali provincijalni višji predstojnik. Glede na red je pri frančiškanih kot omenjeno provincialni minister. Zanimivo, da ustanovitelj reda Frančišek Asiški v svoji »Oporoki« sicer govori o višjih službah »ministra« (minister=služabnik), »kustosa« (custos=paznik) in »gvardijana« (guardiano=varuh); skrbno pa se izogiblje izrazom, ki bi izražali oblast oziroma oblastnost, kot sta na primer »Prior« (prior=prednji) ali »superior« (superior=zgornji) 
Pri dominikancih imenujejo deželnega oziroma pokrajinskega predstojnika  pokrajinski učitelj (latinsko magister provinciális; nemško Provinzialmagister). 
Provincijali spadajo k višjim predstojnikom ter načeljujejo svojim podrejenim sobratom v provinci ali pokrajini. Oni so sredi med prvimi predstojniki skupnosti – v redovni hiši, ki se imenujejo različno glede na red ali družbo. Pri salezijancih je to ravnatelj , pri frančiškanih  gvardijan  itd. 
Njegova naloga je, da nadzoruje in obiskuje redovne hiše in skrbi, da bo življenje članov v skladu z redovnimi pravili in pravilniki in torej v ustanovnikovem duhu, kakor tudi za njihovo gmotno preživetje. On ima tudi vlogo in oblast ordinarija: podobno kot škof nad duhovniki.
Pokrajinski predstojniki imajo seveda tudi svojega namestnika, ki v primeru njihove zadržanosti opravlja nekatere predstojnikove dolžnosti; pri salezijancih in nekaterih drugih redovih je to vikar, medtem ko pri frančiškanih to službo opravlja kustos. Sedež inšpektorja se imenuje inšpektorat, provincijala pa provincijalat.
Tako kot vsi višji predstojniki duhovniških (=kleriških) moških redov papeškega prava, provincial ali njegov namestnik, ki mora biti v teh skupnostih duhovnik, velja za svoje podložnike kot cerkveni ordinariji, tj. škof. Provincijal ima torej delež v cerkveni zakonodaji in lahko iz važnega razloga da doljenje za odstopanja od nekaterih cerkvenih zakonov. V sporih med redovniki ali njihovimi vejami, ki so v njegovi pristojnosti, je provincijalni predstojnik, ki je za zadevo pristojen, sodnik prve stopnje v okviru splošnega cerkvenega prava.
V nasprotju z opatom v meniših redovih ne prejemajo provincijali nikakršnega opatovega blagoslova in nimajo pravice, da bi nosili škofovske znake kot so mitra (škofovska kapa), pastorale (škofovska palica), škofovski prstan in škofovski križ (=pektoral).

### Vrhovni predstojniki
Nad celo družbo in njenimi člani skrbijo pa najvišji predstojniki. Pri salezijancih – nazive je Don Bosko privzel iz takratne svetne družbe – je to vrhovni predstojnik (angleško Rector Major; nemško Generalober; italijansko Rettor maggiore). Pri jezuitih – katerih začetnik je bil najprej vitez – to je vojak – so ohranili za poimenovanje predstojnikov še vedno besede iz vojaškega besednjaka in tako nosi njihov vrhovni predstojnik naziv vrhovni general (angleško Superior General; nemško Generaloberer; italijansko Preposito generale). Pri frančiškanih – kjer je Frančišek Asiški hotel poudariti namen predstojniške službe kot služenje bratom, je vrhovni predstojnik (angleško Minister General; nemško Generalminister; italijansko Ministro generale) „splošni služabnik“.

### Rok službe
Stari redovi si svoje predstojnike volijo, novejši pa jih vrhovnemu predstojniku in njegovemu posvetovalnemu organu predlagajo. Redna doba je šest let, kar je mogoče podaljšati še za en mandat.
Vsakemu od teh predstojnikov pipada svetovalni organ: pri salezijancih vrhovnemu predstojniku vrhovni svet, inšpektorju inšpektorijalni svet in ravnatelju hišni svet. Podobno je tudi pri vseh drugih redovih in družbah, kar je podobno sodobni ureditvi demokratične družbe, kjer vladarji na vseh ravneh - tudi samodržci - imajo svoj posvetovalni organ, ki pa nima vedno le posvetovalnega pomena, ampak ima včasih tudi pravico odločanja.